# 稚内市立声問小学校
稚内市立声問小学校（わっかないしりつ こえといしょうがっこう）は、北海道稚内市声問5丁目にある公立小学校。同市声問地区を学区とする。
創立が1892年で、宗谷小学校とともに稚内市（当時は宗谷郡声問村）で最初にできた小学校である。

## 概要
- 学級数 - 複式3学級
- 児童数 - 15
- 本務教職員数 - 7
- 校長 - 野口修一
- 学校給食 - あり
- へき地学校指定級 - 1級

## 学校周辺
- 明治乳業稚内工場
- 道立宗谷ふれあい公園
- 北海道稚内養護学校

## 交通
- 北海道旅客鉄道宗谷本線 南稚内駅前から宗谷バスの路線バス声問線「養護学校前」下車。所要20分